# Lista de estádios de futebol de Mato Grosso do Sul
Esta é uma lista dos estádios de futebol do estado de Mato Grosso do Sul, com um breve resumo de suas informações.

## Estádios deCampo Grande
| Estádio                                | Nome popular                                        | Capacidade | Localidade           | Proprietário | Time                                     | Inauguração          | Ref   |
| -------------------------------------- | --------------------------------------------------- | ---------- | -------------------- | ------------ | ---------------------------------------- | -------------------- | ----- |
| Arena da Paz                           | Olho do Furacão                                     | 2.800      | Bairro Los Angeles   | CENE         | CENE                                     | 4 de janeiro de 2011 |       |
| Estádio Belmar Fidalgo                 |                                                     |            | Centro               |              | Campograndense                           | 1953                 |       |
| Estádio Elias Gadia                    |                                                     | 2.500      |                      |              | EC Campo Grande e Taveirópolis           |                      |       |
| Estádio Jacques da Luz                 | Estádio das Moreninhas Toca do Leão Toca do Morango | 4.500      | Bairro Moreninhas    |              | Comercial, Novo FC, Operário e União ABC | 1 de março de 2003   |       |
| Estádio Universitário Pedro Pedrossian | Morenão                                             | 44.200     | Bairro Universitário |              | Comercial e Operário                     | ‎7 de março de 1971   | [ 1 ] |

## Estádios do interior
| Estádio                                                | Nome popular            | Capacidade | Localidade               | Proprietário                       | Time                                           | Inauguração            | Ref   |
| ------------------------------------------------------ | ----------------------- | ---------- | ------------------------ | ---------------------------------- | ---------------------------------------------- | ---------------------- | ----- |
| Estádio Adão Neves                                     |                         |            | Iguatemi                 |                                    |                                                |                        |       |
| Estádio André Borges                                   | Caldeirão do Borjão     | 3.500      | Coxim                    | Prefeitura de Coxim                | Coxim AC                                       |                        | [ 2 ] |
| Estádio Aral Moreira                                   |                         | 6.000      | Ponta Porã               | Prefeitura de Ponta Porã           | Ponta Porã SE e Pontaporanense                 |                        |       |
| Estádio Aristides Teodoro da Silva                     | Vermelhão               |            | Inocência                |                                    |                                                |                        |       |
| Estádio Arthur Marinho                                 | Gigante da Fronteira    | 5.000      | Corumbá                  | Liga de Esportes de Corumbá        | Corumbaense                                    | 4 de julho de 1941     |       |
| Estádio Benedito Soares Mota                           | Madrugadão              | 6.000      | Três Lagoas              |                                    | Comercial de Três Lagoas e Misto               |                        |       |
| Estádio Campo Grande                                   |                         |            | Aparecida do Taboado     |                                    |                                                |                        |       |
| Estádio Cezário Balbino de Freitas                     |                         | 7.000      | Rio Verde de Mato Grosso |                                    | Rio Verde                                      |                        | [ 3 ] |
| Estádio Francisco Chaves Filho                         | Chavinha                | 5.000      | Itaporã                  | Prefeitura de Itaporã              | Itaporã FC                                     |                        |       |
| Estádio Fredis Saldivar                                | Douradão                | 30.000     | Dourados                 | Prefeitura de Dourados             | 7 de Setembro, Operário de Dourados e Ubiratan | 12 de abril de 1986    | [ 4 ] |
| Estádio Horácio Cesário                                |                         | 5.000      | Cassilândia              |                                    |                                                |                        |       |
| Estádio Ijair Tomquelsqui                              | Estádio da SERC Jairzão | 5.000      | Chapadão do Sul          | Prefeitura de Chapadão do Sul      | SERC                                           |                        |       |
| Estádio Iliê Vidal                                     | Ninho D'Águia           | 8.000      | Rio Brilhante            | Águia Negra                        | Águia Negra                                    |                        |       |
| Estádio Jaime Queiroz de Carvalho                      | Jaimão                  | 5.000      | Paranaíba                | Prefeitura de Paranaíba            | Paranaibense                                   |                        |       |
| Estádio Joaquim Faustino Rosa                          | Carecão                 | 3.000      | Camapuã                  | Prefeitura de Camapuã              | Camapuã FC                                     |                        |       |
| Estádio José Cândido dos Santos Virote                 | Virotão                 | 6.000      | Naviraí                  | Prefeitura de Naviraí              | Naviraiense                                    | 1978                   |       |
| Estádio Luiz Gonzaga Prata Braga                       | Loucão                  | 3.500      | Maracaju                 | Prefeitura de Maracaju             | Maracaju AC                                    |                        |       |
| Estádio Luiz Saraiva Vieira                            | Saraivão                | 6.000      | Ivinhema                 | Prefeitura de Ivinhema             | Ivinhema FC                                    |                        |       |
| Estádio Luiz Soares Andrade                            | Andradão                | 10.000     | Nova Andradina           | Prefeitura de Nova Andradina       | CE Nova Andradina e SE Nova Andradina          | 22 de dezembro de 2007 |       |
| Estádio Major Costa                                    | Jardinense              | 2.500      | Jardim                   |                                    | EC Jardim                                      |                        |       |
| Estádio Manfredo Alves Correa                          |                         |            | Fátima do Sul            |                                    | 21 de Abril                                    |                        |       |
| Estádio Muhamed Mustafá                                |                         |            | Batayporã                |                                    |                                                |                        |       |
| Estádio Municipal de Aquidauana                        | Noroeste                | 5.000      | Aquidauana               | Prefeitura de Aquidauana           | Aquidauanense                                  |                        |       |
| Estádio Municipal Argeu Silveira Lima                  |                         | 3.500      | Ribas do Rio Pardo       | Prefeitura de Ribas do Rio Pardo   | Rio Pardo                                      |                        |       |
| Estádio Municipal de Bataguassu                        |                         | 5.000      | Bataguassu               | Prefeitura de Bataguassu           | AA Bataguassu                                  |                        |       |
| Estádio Municipal de Caarapó                           |                         |            | Caarapó                  | Prefeitura de Caarapó              | Colorado e Operário AC                         |                        |       |
| Estádio Municipal Cacildo Cândido Pereira              | Toca do Urso            | 2.000      | Mundo Novo               | Prefeitura de Mundo Novo           | URSO                                           |                        |       |
| Estádio Municipal Laerte Paes Coelho                   | Laertão                 | 5.000      | Costa Rica               | Prefeitura de Costa Rica           | Costa Rica EC                                  | 7 de março de 1988     |       |
| Estádio Municipal Nelson Fonseca Farias                | Ducão                   | 4.000      | Miranda                  | Prefeitura de Miranda              | Mirandense                                     |                        |       |
| Estádio Municipal Octávio Fontoura                     |                         |            | Bela Vista               |                                    | Acodecol                                       |                        | [ 5 ] |
| Estádio Municipal Pereira de Queiroz                   | Pereirão                | 2.000      | Aparecida do Taboado     | Prefeitura de Aparecida do Taboado | Taboado                                        | 1992                   |       |
| Estádio Orestes Felix Garcez                           |                         |            | Bonito                   |                                    | UMJEC                                          |                        |       |
| Estádio Municipal Prefeito Theofanes Barbosa de Moraes | Barbosão                |            | Rio Brilhante            |                                    | Águia Negra e ARBA                             |                        | [ 6 ] |
| Estádio Municipal Sotero Zárate Ribeiro                |                         | 4.000      | Sidrolândia              | Prefeitura de Sidrolândia          | SE Sidrolândia                                 |                        |       |
| Estádio Municipal Yasuo Morishita                      | Trintão                 |            | Glória de Dourados       |                                    | Glória de Dourados EC                          |                        |       |
| Estádio Vicente Fortunato                              | Vicentão                | 3.000      | Ladário                  | Prefeitura de Ladário              | Pantanal                                       |                        |       |
| Estádio Walfrido Concha                                |                         | 5.000      | Porto Murtinho           |                                    | Porto-MS                                       | 23 de dezrmbro de 2006 |       |